# Phyllostachys sulphurea
Phyllostachys sulphurea ist eine Bambus-Art der Gattung Phyllostachys innerhalb der Familie der Süßgräser (Poaceae). 

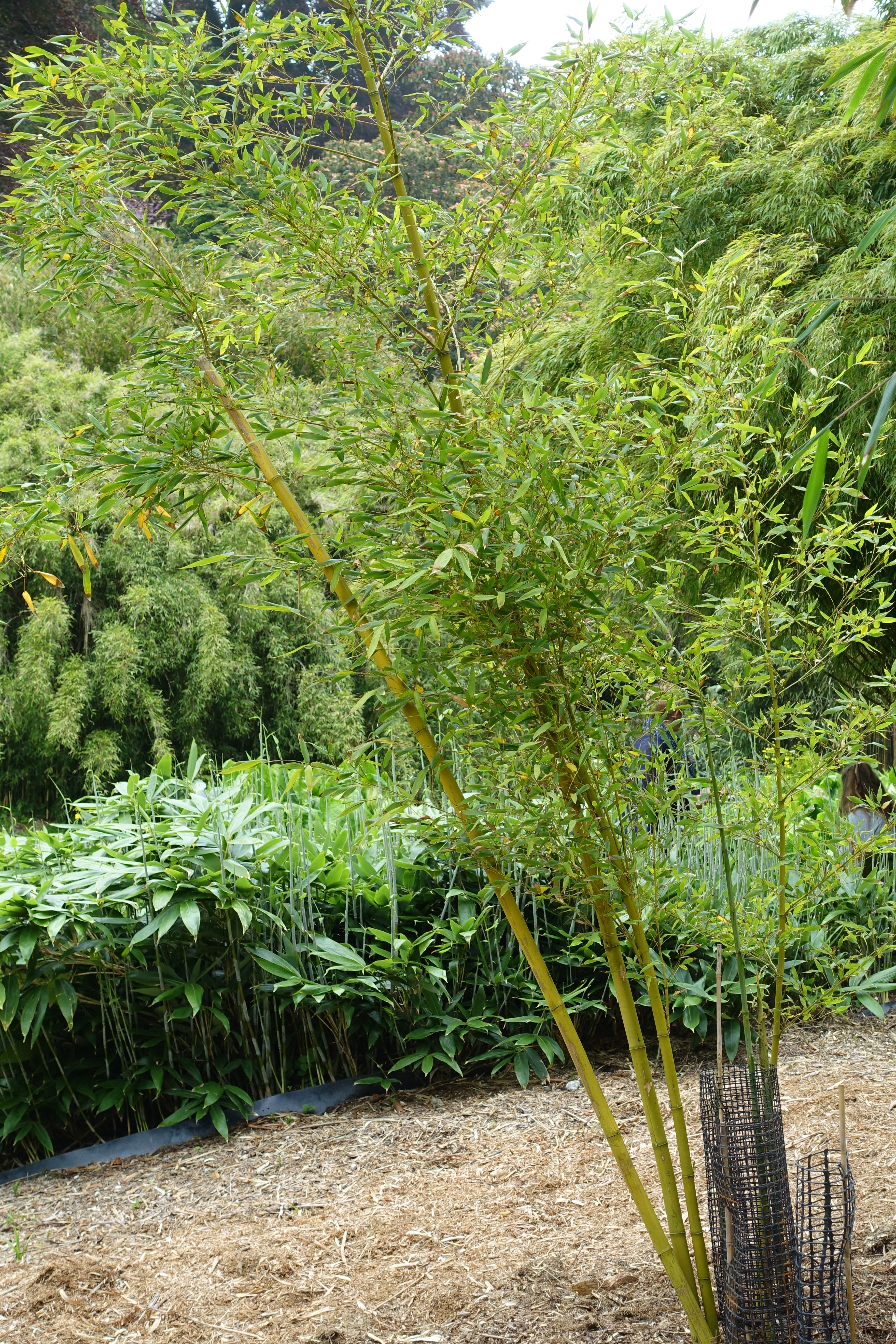
Habitus

## Beschreibung
Phyllostachys sulphurea ist ein hoher Bambus mit geradem Wuchs. In seiner Heimat erreicht er Wuchshöhen von bis zu 20 m, in Europa als Zierpflanze 4 bis 7 m. Dieser Bambus bildet Rhizome, manche Sorten stark. Er besitzt kräftige Halme mit einem Durchmesser von 4 bis 8 cm. Die Halmscheiden sind hellbraun und dicht schwarz gefleckt. Die Laubblätter sind hellgrün, manchmal blassgelb gestreift, 6 bis 16 cm lang und 1 bis 2 cm breit, und bilden eine dichte Laubmasse.
Die Chromosomenzahl beträgt 2n = 48.

## Vorkommen
Die Heimat dieser Bambusart ist das östliche China in den Provinzen: Anhui, Fujian, Henan, Hunan, Jiangsu, Jiangxi, Shaanxi, Shandong, Zhejiang, dort ist er über 300 m NN zu finden.

## Taxonomie und Systematik
Phyllostachys sulphurea wurde 1873 durch Élie Abel Carrière in Revue Horticole 1873 Seite 379 als Bambusa sulphurea erstbeschrieben. Die Art wurde 1878 von Marie Auguste Rivière und  Charles Marie Rivière in Bulletin de la Société Nationale d'Acclimatation de France, Serie 3, Band 5, Seite 773 als Phyllostachys sulphurea (Carrière) Rivière & C.Rivière in die Gattung Phyllostachys gestellt. Das Epitheton sulphurea ist lateinisch und steht für schwefelfarben, was auf die gelbe Farbe der Halme verweist.

### Varietäten
Es gibt zwei Varietäten mit jeweils mehreren Synonymen: 
- Phyllostachys sulphurea var. sulphurea (Syn.: Bambusa sulphurea Carrière, Phyllostachys reticulata (Ruprecht) K.Koch var. sulphurea (Carrière) Makino, Phyllostachys mitis Poiret var. sulphurea (Carrière) Carrière)
- Phyllostachys sulphurea var. viridis R.A.Young (Syn.: Phyllostachys chlorina T.H.Wen, Phyllostachys faberi Rendle, Phyllostachys villosa T.H.Wen, Phyllostachys viridis (Rob.A.Young) McClure)

### Sorten und Kurzbeschreibung (Auswahl)
- Von Phyllostachys sulphurea var. sulphurea:
  - Phyllostachys sulphurea var. sulphurea: Grüne, im Alter gelbliche Halme, blüht zur Zeit vereinzelt in den USA (dt. auch „Gelber Fell-Bambus“).
  - Phyllostachys sulphurea ‘Robert Young’: Grüner Bambus mit gelblichem Sulcus, Halme mit 6 cm Durchmesser.
- Von Phyllostachys sulphurea var. viridis:
  - Phyllostachys sulphurea var. viridis R.A.Young: Mit gelben Halmen
  - Phyllostachys sulphurea ‘Houzeau’: Eine in Südfrankreich entstandene Mutation von Phyllostachys sulphurea var. viridis, wird auf Deutsch auch „Wüchsiger Fell Bambus“ genannt.
  - Phyllostachys sulphurea var. viridis 'Mitis': Grüne Halme (dt. auch „Grüner Schwefel-Bambus“).

## Verwendung
Der Bambus wurde in der Mitte des 19. Jahrhunderts in Europa (Frankreich) eingeführt. Er wird als Zierpflanze einzeln, in Wäldchen oder als Kübelpflanze verwendet. Er bevorzugt Lehmböden, nicht zu viel Wasser, und verträgt Frost von −15 bis −18 °C. Die Sprossen sind essbar.